# بخش مرکزی شهرستان زرندیه
بخش مرکزی شهرستان زرندیه یکی از بخش‌های شهرستان زرندیه استان مرکزی ایران است. 

## تقسیمات کشوری
- بخش مرکزی شهرستان زرندیه
  - دهستان حکیم‌آباد
  - دهستان خشک‌رود
  - دهستان رودشور

شهرها : مامونیه ، زاویه ، پرندک ، خشکرود

## جمعیت
بنابر سرشماری مرکز آمار ایران، جمعیت بخش مرکزی شهرستان زرندیه در سال ۱۳۹۵ برابر با ۵۳٬۸۵۲ نفر بوده‌است.